# Malva verticillata
 (avril 2014).
Si vous disposez d'ouvrages ou d'articles de référence ou si vous connaissez des sites web de qualité traitant du thème abordé ici, merci de compléter l'article en donnant les références utiles à sa vérifiabilité et en les liant à la section « Notes et références ».
Espèce
La Mauve crépue, appelée aussi Mauve verticillée, Mauve chinoise ou Mauve frisée (Malva verticillata L.),  est une espèce de plante herbacée de la famille des malvacées.
Comme toutes les malvacées, c'est une plante comestible. C'est aussi une plante médicinale, notamment utilisée par la médecine traditionnelle chinoise depuis plus de deux millénaires (avant la dynastie Han)[réf. nécessaire].

## Liste des sous-espèces et variétés
Selon The Plant List (16 mars 2015) :
- variété Malva verticillata var. verticillata

Selon Tropicos (16 mars 2015) (liste brute contenant possiblement des synonymes) :
- sous-espèce Malva verticillata subsp. chinensis (Mill.) Tzvelev
- variété Malva verticillata var. chinensis (Mill.) S.Y. Hu
- variété Malva verticillata var. crispa L.
- variété Malva verticillata var. rafiqii Abedin
- variété Malva verticillata var. verticillata

## Usages médicinaux
Une étude ethnobotanique de 1984) sur les usages domestiques quotidiens anciens des plantes  à Bagnes en Suisse cite cette plante (dénommée grôsa motëta («grande mauve» en patois local) comme étant « adoucissante ; avec la tisane, on fait des bains ou des compresses pour les entorses, les infections, les maux de pieds des vaches (abcès, etc.) ; sur les enflures (aussi celles du bétail), on met des compresses de mauve et de camomille ; la tisane est aussi administrée en injection ».
Généralement utilisée en tisane, c'et une plante dépurative, amollissant les selles, voire laxative et donc indiquée pour les personnes constipées ou au transit capricieux (hors femmes enceintes et jeunes enfants) ; elle est réputée nettoyer les émonctoires (foie, reins, intestins) et drainer l’organisme en favorisant l'élimination de ses toxines ; elle peut ainsi préparer l’organisme à perdre du poids dans un corps sain[réf. nécessaire].